# Svart Mountain
Svart Mountain är ett berg i Antarktis. Det ligger i Östantarktis. Australien gör anspråk på området. Toppen på Svart Mountain är 210 meter över havet.
Terrängen runt Svart Mountain är platt åt sydväst, men åt nordost är den kuperad. Trakten är obefolkad. Det finns inga samhällen i närheten.